# Стародубський повіт (Російська імперія)
Староду́бський пові́т (пол. Powiat starodubowski, рос. Стародубский уезд) — історична адміністративно-територіальна одиниця Російської імперії та РРФСР. Центр повіту — місто  Стародуб.
Повіт створений в 1781 році в складі Новгород-Сіверського намісництва, в 1797 році перейшов до новоствореної Малоросійської губернії, з 1802 року в Чернігівській губернії. 1919 року повіт передано до Гомельської області РРФСР, а у 1926 — до Брянської області. 1929 року повіт скасовано, а землі поділено на райони.
Лежав у північно-східній частині губернії, межував на півдні з Новгород-Сіверським, заході — Новозибковським, півночі — Суразьким і Мглинським повітами Чернігівської губернії та з Орловською губернією на сході. З півночі на південь мав довжину в 61 версту (65 км), з заходу на схід — 71 версту (76 км). Площа повіту, за Стрельбицьким, становила 2892 верст², за межуванням — 3006 верст² (3421 км²). Населених пунктів було 384.

## Адміністративний поділ

Мапа повіту

Повіт поділявся на 3 стани і 12 волостей:
| Волость      | Волосний центр | Кількість сільських общин |
| ------------ | -------------- | ------------------------- |
| І стан       |                |                           |
| Понуровська  | Понуровка      | 27                        |
| Соловська    | Солова         | 27                        |
| Нижневська   | Нижне          | 36                        |
| Лищицька     | Лищичі         | 27                        |
| ІІ стан      |                |                           |
| Яцковська    | Яцковичі       | 47                        |
| Стародубська | Стародуб       | 42                        |
| Гарцевська   | Гарцеве        | 23                        |
| Юдиновська   | Юдиново        | 38                        |
| ІІІ стан     |                |                           |
| Погарська    | Погар          | 23                        |
| Гриньовська  | Гриньов        | 53                        |
| Кистерська   | Кістер         | 23                        |
| Чаусовська   | Чауси          | 36                        |

та міста:
- Стародуб з передмістями Горбатовка, Гудовка, Коростельовка, Рубцовка.
- заштатне місто Погар з передмістям Кургановка та слободою Веркиєвка.

## Населення
За працею російського військового статистика Олександра Ріттіха «Племенной состав контингентов русской армии и мужского населения Европейской России», 1875 року частка українців серед чоловіків призовного віку повіту становила 73,8 %, росіян — 21,5 %, євреїв — 4 %, поляків — 0,1 %, циган — 0,03 %, німців — 0,03 %.
Згідно з переписом населення Російської імперії 1897 року в повіті проживало 144 833 особи. Згідно з відверто сфальшованими даними 1-го Всеросійського перепису(по Стародубщині в цілому і повіту зокрема) з них 92,91 % — було зараховані до російськомовного населення, 6,79 %  становили євреї. Про сфальшованість каже передусім те, що за всіма 10 попередніми ревізіями населення українці становили абсолютну більшість населення повіту, зокрема за даними останньої 10-ї ревізії населення 1858 року кількість українців у повіті становила 77,7 тисячі осіб, або 76,6 %, менш спотвореними та все одно вкрай необ'єктивними були дані перепису Всеросійського перепису населення 1917 року, коли в повіті налічили 40,3 тисячі україномовних громадян, що становило 25,3 %. Зіставними з цими, з огляду на те, що частина українців була російськомовною, виглядають дані перших двох переписів населення СРСР. Так, за даними Всесоюзного перепису 1920 року українці Стародубського повіту становили 40 347, що становило 30,1 % , а за подібним переписом 1926 року налічили 57 726 осіб, або 36 %, або 16 %. Та все одно навіть такі дані видатний український географ та демограф Володимир Кубійович піддавав істотними сумнівам.